# Constancio (nombre)
Constancio es un nombre propio masculino de origen latino en su variante en español. Proviene del latín constans, "constante, invariable".
Feminino: Constanza .

## Variantes
- Femenino: Constanza.

### Variantes en otros idiomas
| Variantes en otras lenguas | Variantes en otras lenguas |
| -------------------------- | -------------------------- |
| Español                    | Constancio                 |
| Alemán                     | Constan                    |
| Búlgaro                    | Констанций (Konstancij)    |
| Catalán                    | Constanci                  |
| Checo                      | Constanti                  |
| Croata                     | Koncije                    |
| Danés                      | Constan                    |
| Esperanto                  | Konstcio                   |
| Euskera                    | Kostan                     |
| Finlandés                  | Constants                  |
| Francés                    | Constanci                  |
| Griego                     | Κωνστάντιος (Kônstántios)  |
| Holandés                   | Constantius                |
| Húngaro                    | Constantius                |
| Inglés                     | Constantius                |
| Italiano                   | Costanzo                   |
| Latín                      | Constantius                |
| Lituano                    | Konstantinas               |
| Noruego                    | Konstan                    |
| Polaco                     | Konsjusz                   |
| Portugués                  | Constâncio                 |
| Rumano                     | Conţiu                     |
| Ruso                       | Константин (Konstantin)    |
| Sardo                      | Costa                      |
| Serbio                     | Констанције (Konstancije)  |
| Siciliano                  | Custanzu                   |
| Sueco                      | Constan                    |